# YOUSAY
YOUSAY（ゆうせい、4月13日生まれ）は、神奈川県川崎市出身の日本のギタリスト、ソングライター、編曲家、音楽プロデューサー 

## 略歴
2007年〜2015年までTHE KIDDIEのギタリストとして活動し、SHIBUYA-AX、渋谷公会堂、Zepp Tokyoなどでワンマンライブを成功させ、2010年キングレコードよりメジャー・デビュー。
2015年より様々なアーティストのサポートギタリストとして活動を開始。
2016年MAVERICK DC presents DOUBLE HEADLINE TOUR 2016『M.A.D』にてAKiのサポートギタリストとしてMUCCと共に全国を巡り数々のゲストミュージシャンと共演を果たす。
2018年ROOKiEZ is PUNK'DのサポートギタリストとしてSPYAIRと共にワールドツアーに同行。 
2019年自身の生誕イベント「YOUSAY SONIC」を初開催。様々な親交のあるミュージシャンが参加し、現在も毎年開催されている。
2021年オンラインサロン「I 脳 YOUSAY」を立ち上げた。
2024年7月よりブシロードミュージックのクリエイターレーベルBM-ECHOESに所属。

## 人物・エピソード
- 5人兄弟の長男。愛称はゆうせい、きくりん。
- L'Arc〜en〜Cielに憧れ中学一年よりギターを始め、幼少期にピアノを習っていたことから上達が早く学生時代は洋楽邦楽問わず様々な楽曲のコピーに没頭する。尊敬するギタリストはL'Arc〜en〜CielのKen、MUCCのミヤで、MAVERICK DC presents DOUBLE HEADLINE TOUR 2016『M.A.D』から交流を深めている。[9]
- 使用楽器は主にアイバニーズ[10]、ポール・リード・スミス、Vanzandt [11]。現在は大阪のギターメーカーInfinite guitarsとエンドースしている。[12]
- 趣味はキャンプ、釣り。キャンプを始めた経緯はソロキャンプがしたかったためで、1人で宮古島へ定期的にキャンプ、釣りへ行くほど。[13] [14]
- 基本的に1人行動が好きで2018年のワールドツアー時も1人で地下鉄に乗り観光を楽しんでいた。動物が大好きだが爬虫類は苦手。
- バンド時代、年間何千キロと運転していたトラウマで運転と渋滞を嫌う。

## 参加（順不同）

### サポート
- AKi
- BVCCI HAYNES
- Fantôme Iris
- INKT
- IKE
- SHIN
- T.M.Revolution
- TONEAYU
- LOKA
- Lill
- mitsu
- ROOKiEZ is PUNK'D
- UNDER BEASTY
- 青木陽菜
- イガグリ千葉
- 逹瑯
- たむたむ(LUNA RIVER)
- 田中聖
- トライアンパサンディー
- ナノ
- 浪川大輔

### 楽曲提供など
アーティスト
Argonavis
- AGAIN（Starry Line収録 作曲、編曲、Guitar）
- 迷い星（CYAN収録 作曲、編曲）

Ave Mujica
- KINGS（Angela cover.）（バンドリ!カバーコレクション Extra Volume 収録 編曲、Guitar、BASS）

AKi
- Fahrenheit（EPHEMERAL 収録 Guitar）
- Sing it Loud（EPHEMERAL 収録 Guitar）
- In Vain（EPHEMERAL 収録 Guitar）
- FAIRY DUST（EPHEMERAL 収録 Guitar）
- Wait for You（EPHEMERAL 収録 Guitar）
- The inside War（EPHEMERAL 収録 Guitar）

BVCCI HAYNES
- Face to Face（Hiraeth収録 Guitar）

Fantôme Iris
- Spooky Halloween Night（UYKADO名義 作曲、編曲、Guitar、BASS）
- XX in Wonderland　（UYKADO名義 作曲、編曲、Guitar）
- ピエロ（Guitar）
- 影と光（Guitar）

GYROAXIA
- LIAR （ONE収録 Guitar）
- FAR AWAY（ONE収録 作曲、編曲、Guitar）
- Killer Stage（舞台「ARGONAVIS the Live Stage2 〜目醒めの王者と恒星のプログレス〜」収録 UYKADO名義 作曲、編曲、Guitar）
- AMBIGUOUS（編曲、Guitar）
- Ragnarök GYROAXIA Ver.（『劇場版アルゴナビス AXIA』挿入歌 編曲、Guitar）

MyGO!!!!!
- だれかの心臓になれたなら（cover.) (編曲）

MR.8
- hard drug bazaar（8収録 作曲、編曲、Guitar、BASS、Programming）

SHIN
- 擬音（RE:収録 作曲、編曲、Guitar、BASS、Programming）
- BLUE（編曲、Guitar、BASS、Programming、MIXING）

TONEAYU
- あちちサンバ （平成最後の現実逃避収録 作曲、編曲、Guitar、BASS、Programming、MIXING）
- メガロン （平成最後の現実逃避収録 作曲、編曲、Guitar、BASS、Programming、MIXING）

Lill
- World of Lill "One Day" （Guitar）

RealRomantic
- BLOOMING （編曲）

ROOKiEZ is PUNK'D
- リバイバル（Guitar）

2_wEi
- Start the War（Return Zer0; 収録 作曲、編曲、Guitar、BASS、Programming）

8/pLanet!!（声優ユニット）
- Sunny color（作曲、編曲、Guitar、BASS、Programming）

相川七瀬
- 15パーセントの嘘（NOW OR NEVER収録 Guitar）

青木陽菜
- Colors of You（PCゲーム「リルヤとナツカの純白な嘘」EDテーマ 編曲、Guitar、BASS、Programming）
- 天色（アニメ「CARDFIGHT ヴァンガードDivineZ デラックス編」EDテーマ 編曲、Guitar）
- Letters（Letters収録 作曲、編曲）

澁谷梓希（i⭐︎Ris）
- DETERMINE（作曲、編曲、Guitar、BASS、Programming）

瀬戸桃子
- ブルームーンにふれる（ニコニコ生放送番組「ゲームのお天気お姉さん」テーマソング 編曲、Guitar、BASS）

田中聖
- RAPGAME （Easter収録 編曲、Guitar、BASS、Programming）
- W.T.F （Easter収録 編曲、Guitar、Programming）
- 雨津々 （Easter収録 作曲、編曲、Guitar、BASS、Programming）
- Go way （Easter収録 作曲、編曲、Guitar、BASS、Programming）
- Round and Round （作曲、編曲、Guitar、BASS、Programming）
- end of begin （編曲、Guitar、BASS、Programming）

浪川大輔
- Up to the rainbow （wonderful days収録 Guitar）
- WAVER  (N.D.収録 Guitar)

CM
- ソウル市場テーマソング（作曲、編曲）